# 1573 Väisälä
1573 Väisälä là một tiểu hành tinh vành đai chính với chu kỳ quỹ đạo là 1333.4672727 ngày (3.65 năm).
Nó được phát hiện 27 tháng 10 năm 1949, và mang tên nhà thiên văn học Phần Lan Yrjö Väisälä.